# Svaler
Svalerne (Hirundinidae) er en familie inden for spurvefuglene. Der findes mange arter af svaler fordelt over fem verdensdele. Svalerne er tilpasset et liv i luften. Vingerne er lange og smalle, med lange håndsvingfjer og korte armsvingfjer. Kroppen er strømlinet. Benene og fødderne er små og giver svalerne en noget besværlig gang. Næbbet er kort, fladt og bredt, det er tilpasset fangst i luften af små flyvende insekter f.eks. myg, vingede myrer og døgnfluer. Mange svalearter har lange ofte kløftede haler – et flot eksempel er landsvalen. Mange svalearter, f.eks. digesvaler, er selskabelige og ruger i kolonier.
Svaler kan genkendes på deres unikke flyveform, som ligner et W.
I Danmark findes tre svalearter:
- Landsvale (Hirundo rustica)
- Bysvale (Delichon urbica)
- Digesvale (Riparia riparia)

Herudover findes:
- Pseudochelidon eurystomina
- Pseudochelidon sirintarae
- Neochelidon fibialis
- Alopochelidon fucata
- Stelgidopteryx ruficollis
- Stelgidopteryx serripennis
- Tachycineta bicolor
- Tachycineta albilinea
- Tachycineta albiventer
- Tachycineta thalassina
- Tachycineta leucorrhoa
- Tachycineta leucopyga
- Tachycineta cyaneoviridis
- Tachycineta euchrysea
- Notiochelidon murina
- Notiochelidon flavipes
- Notiochelidon pileata
- Notiochelidon cyanoleuca
- Atticora fasciata
- Atticora melanoleuca
- Progne tapera
- Progne subis
- Progne chalybea
- Progne dominicensis

- Progne modesta
- Riparia paludicola
- Riparia cincta
- Riparia congica
- Psalidoprocne fuliginosa
- Psalidoprocne albiceps
- Psalidoprocne pristoptera
- Psalidoprocne obscura
- Psalidoprocne nitens
- Cheramoeca leucosternus
- Pseudhirundo griseopyga
- Phedina borbonica
- Phedina brazzae
- Ptyonoprogne rupestris
- Ptyonoprogne fuligula
- Ptyonoprogne concolor
- Hirundo lucida
- Hirundo angolensis
- Hirundo tahitica
- Hirundo neoxena
- Hirundo albigularis
- Hirundo aethiopica
- Hirundo smithii
- Hirundo nigrita
- Hirundo leucosoma
- Hirundo megaensis
- Hirundo dimidiata
- Hirundo atrocaerulea
- Hirundo nigrorufa
- Hirundo cucullata
- Hirundo abyssinica
- Hirundo semirufa
- Hirundo senegalensis
- Hirundo daurica
- Hirundo striolata
- Hirundo preussi
- Hirundo rufigula
- Hirundo andecola
- Hirundo nigricans
- Hirundo spilodera
- Hirundo perdita
- Hirundo pyrrhonota
- Hirundo fulva
- Hirundo fluvicola
- Hirundo ariel
- Hirundo fuliginosa
- Delichon dasypus
- Delichon nipalensis